# Věra Zozuljová
Věra Zozuljová (* 15. ledna 1956 Talsi) je bývalá lotyšská sáňkařka, která reprezentovala Sovětský svaz.
Na olympijských hrách v Lake Placid roku 1980 získala zlatou medaili. Je též mistryní světa z roku 1978 a mistryní Evropy z roku 1976. V sezóně 1981/82 se stala celkovou vítězkou Světového poháru. Po skončení závodní kariéry byla trenérkou sovětské, polské a lotyšské reprezentace. V roce 2006 byla uvedena do mezinárodní sáňkařské síně slávy.